# Wolfzeit
Wolfzeit ist ein Spielfilm des österreichischen Regisseurs Michael Haneke aus dem Jahr 2003, der als österreichisch-deutsch-französische Gemeinschaftsproduktion in französischer Sprache inszeniert wurde. Der Film handelt von einer Familie in einer Ausnahmesituation.

## Handlung
Schon zu Beginn des Films scheint die Zivilisation zusammengebrochen, ohne dass die Erzählung näher darauf eingeht. Eine vierköpfige Familie ist unterwegs zu ihrem Ferienhaus. Dort angekommen, wird der Vater von einem Hausbesetzer erschossen. Die Mutter Anne ist mit ihren beiden Kindern Eva und Ben nun völlig auf sich gestellt. Sie irren durch eine apokalyptische Welt, wo brennende Kühe und verwesende Schafe am Straßenrand liegen. Nach einiger Zeit kommen sie zu einem Bahnhof, an dem sie andere Flüchtlinge treffen, und sich der dort herrschenden Hierarchie unterwerfen. Als neue Leute dort ankommen, scheint wieder alles außer Kontrolle zu geraten. Die Familiengeschichte wird zu einer kollektiven Tragödie, in der das Erleben der Kinder in den Vordergrund rückt. Am Ende ist Ben – beeinflusst von Märtyrergeschichten – bereit, sich im Feuer zu opfern.

## Hintergrund
Wolfzeit ist nach Die Klavierspielerin der zweite Film Michael Hanekes mit Isabelle Huppert, die eine seiner Lieblingsschauspielerinnen ist.
Der Film wurde von der Wiener Wega Film in Zusammenarbeit mit der französischen Les Films du Losange und der deutschen Bavaria-Film hergestellt. Gedreht wurde zwischen April und Juni 2002 im burgenländischen Unterpullendorf, im niederösterreichischen Großmittel sowie in Wien.
Der Film wurde am 20. Mai 2003 bei den Filmfestspielen von Cannes uraufgeführt. Eine Teilnahme am Wettbewerb blieb der Produktion jedoch verwehrt, da der Jury-Präsident Patrice Chereau als Schauspieler im Film mitwirkte. Filmstart in Österreich war am 23. Januar 2004, in Deutschland bereits am 1. dieses Monats. An den Kinokassen lief der Film nicht erfolgreich. Die meisten Kinobesuche konnte der Film in den drei Produzentenländern Frankreich (31.000 Kinobesucher), Deutschland (17.000) und Österreich (14.000) erzielen. Die Verleihrechte befinden sich bei Filmladen.

## Kritiken
„Wolfzeit, von Kameramann Jürgen Jürges in sorgfältige Breitwand-Kompositionen gekleidet (ein paar Lichtpunkte schieben sich nachts weit entfernt ins Bild, ein aufgescheuchter Vogel versucht aus einer Blockhütte zu entkommen), bezieht seine Stärke aus der Klarheit seiner Gestaltung und aus der völligen Abwesenheit von Science-Fiction-Elementen: Die Verzweiflung, die er zeigt, findet im Hier und Jetzt statt, in einer Welt, die nicht weit davon scheint, außer Kontrolle zu geraten.“

„Lose verbundene Szenen um einige Menschen, die sich nach dem Zusammenbruch der öffentlichen Strukturen auf einem ländlichen Bahnhof zusammenrotten und auf einen Zug warten. Eine zwischen anarchischen Gewaltausbrüchen und unheilvoller Pogrom-Stimmung changierende Parabel über eine gesetz- und normlose Zeit, die distanzlos mit einer Extremsituation konfrontiert und traditionelle Erwartungshaltungen unterläuft. Auffällig ist das Fehlen konkreter sozialer oder gesellschaftlicher Kontexte, was den moralischen Gestus des Films und seines Regisseurs Michael Haneke in Frage stellt.“